# 朱尼亞塔鎮區 (內布拉斯加州亞當斯縣)
朱尼亞塔鎮區（英語：Juniata Township）是位於美國內布拉斯加州亞當斯縣的一個行政鎮區。

## 地方資料
朱尼亞塔鎮區的面積為92.58平方千米，當中陸地面積為92.23平方千米，而水域面積為0.35平方千米。根據2020年美國人口普查的數據，當地共有人口957人，而人口密度為每平方千米10.34人。